# Phyllodactylus sentosus
Phyllodactylus sentosus är en ödleart som beskrevs av  Dixon och HUEY 1970. Phyllodactylus sentosus ingår i släktet Phyllodactylus och familjen geckoödlor. Inga underarter finns listade i Catalogue of Life.